# Escurquela
Escurquela is een plaats (freguesia) in de Portugese gemeente Sernancelhe en telt 151 inwoners (2001).